# Marina Semjonova
Marina Timofejevna Semjonova (russisk: Марина Тимофеевна Семёнова) (født 12. juni 1908 i Sankt Petersburg, død 9. juni 2010 i Moskva) var en russisk ballerina og koreograf.
Semjonova debuterede 1925 i La Source med succes. I 1930 begyndte hun at danse ved Bolsjojteatret blandt andet med Giselle og Esmeralda i sit repertoire.
Semjonova trak sig tilbage i 1954 for at blive lærer ved Bolsjojteatret. Blandt hendes elever kan nævnes Natalija Bessmertnova, Marina Kondratjeva, Nina Sorokina, Ljudmila Semenjaka, Nino Ananiasjvili og Marija Aleksandrova.
Ved Semjonovas 100-års fødselsdag i 2008 blev hun fejret med fire dages festforestillinger på Bolsjojteatret. Hun sov stille ind i sit hjem i Moskva den 9. juni 2010.